# Viện 22
Viện 22 (tiếng Nga: Институт 22) được Viện Hàn lâm Khoa học và Bộ Quốc phòng Liên Xô thành lập vào năm 1978. Nhiệm vụ của tổ chức này là điều tra các trường hợp UFO ở Liên Xô. Viện 22 là một tổ chức bí mật trong 13 năm (cho đến khi Liên Xô sụp đổ), và có thể được so sánh với Dự án Blue Book của Mỹ.
Trong suốt thời gian tồn tại, một số lượng lớn binh lính, thủy thủ và phi công của Hồng Quân đã được lệnh phải theo dõi UFO và các sự kiện không giải thích được khác, mà không có thêm thông tin nào khác. Các mệnh lệnh có thể được trao đi khá dễ dàng kể từ khi Bộ Quốc phòng tham gia nên không thắc mắc nào được giải đáp.
Viện 22 đã điều tra khoảng 3.000 báo cáo về UFO. Khoảng 5-10% của tất cả các trường hợp vẫn không giải thích được khi tổ chức giải thể. Có một thuyết âm mưu rằng Viện 22 đã tham gia vào việc che đậy vụ phóng hạt nhân tầm gần. Năm 1982, không rõ lý do, một trong những căn cứ hạt nhân của Liên Xô sắp sửa phóng tên lửa hạt nhân. Sau 30 giây hoảng hốt và hỗn loạn, vụ phóng đã bị hủy bỏ một cách bí ẩn như nó đã xuất hiện. Sau đó, các nhân chứng nói rằng đã có một số hoạt động UFO gần khu vực căn cứ, đó cũng là lý do cho sự tham gia và che đậy của Viện 22. Những UFO này được giải thích là pháo sáng, mà Quân đội đang thử nghiệm từ độ cao lớn hơn. Cuộc khủng hoảng hạt nhân được giải thích là một thử nghiệm đơn giản.